# Arthroleptis carquejai
Arthroleptis carquejai là một loài ếch thuộc họ Arthroleptidae.
Đây là loài đặc hữu của Angola.
Môi trường sống tự nhiên của chúng là rừng ẩm vùng đất thấp nhiệt đới hoặc cận nhiệt đới và rừng thoái hóa nghiêm trọng.